# Igreja de São João na Rocha

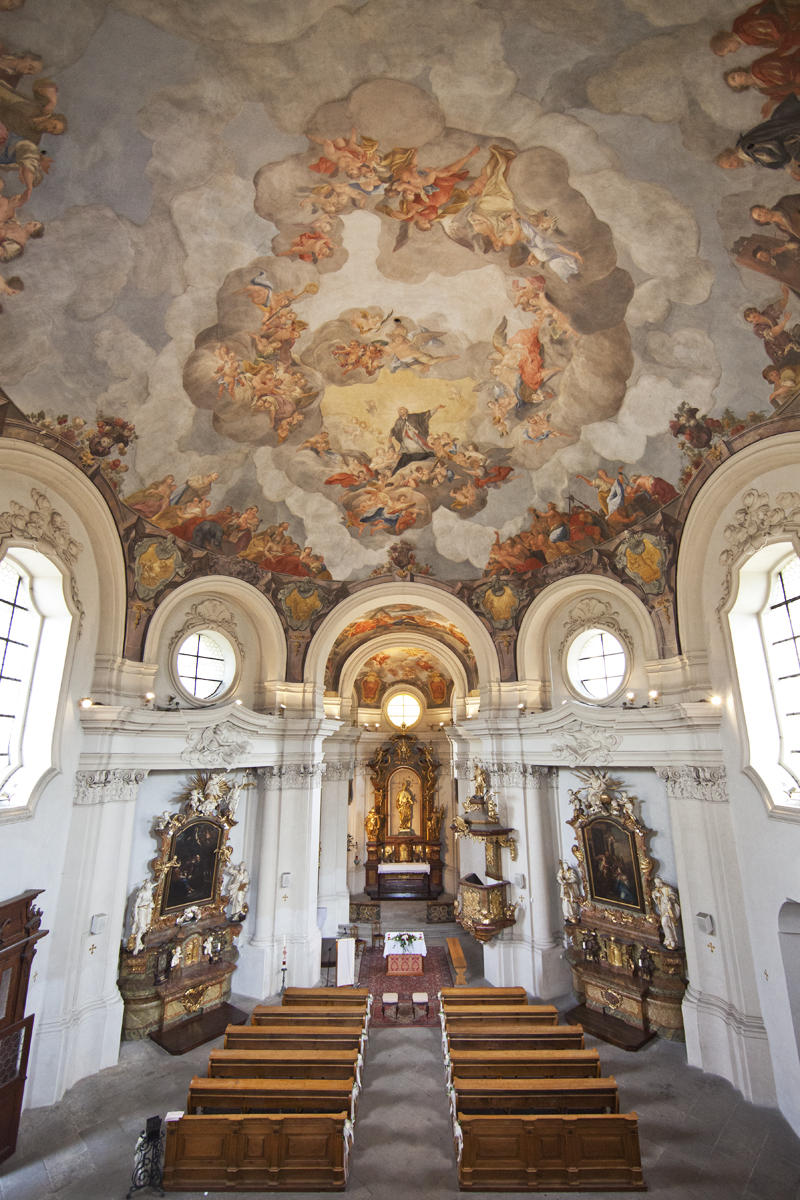
O interior

A Igreja de São João na Rocha (em checo Kostel svatého Jana Nepomuckého na Skalce) é um local de culto católico em Praga, uma das obras-primas do Rococó. Uma igreja barroca com duas torres frontais construída entre 1730 e 1739 de acordo com um projeto de KI Dientzenhofer na Rua Vyšehradská, na Cidade Nova (Novém městě). A construção foi financiada pela Irmandade de São João. A planta tem o formato de um octógono com lados côncavos, estendidos ao longo do eixo longitudinal. Expressa todas as características típicas do barroco, como a ênfase na fachada principal e a modelagem complexa do interior, que também se reflete no exterior do edifício. O mobiliário da igreja é original do estilo rococó. No altar principal há uma maquete de madeira de uma estátua de bronze de São Francisco, João Nepomuceno da Ponte Carlos, de Jan Brokof, de 1682, e estátuas de Santa Ludmila e São Venceslau. A escadaria do templo e o muro do jardim adjacente foram construídos em 1776 de acordo com o projeto do arquiteto. A. Schmidt.

## História e descrição
A igreja foi construída por volta da década de 1830 do século XVIII de acordo com um projeto do arquiteto Kilian Ignaz Dientzenhofer.
Importante exemplar da arquitetura barroca tardia-rococó, apresenta uma planta central, com duas torres gémeas dispostas nos cantos da fachada, ligeiramente rotadas em relação ao eixo longitudinal do templo.